# Пологовский городской совет
Пологовский городской совет (укр. Пологівська міська рада) — входит в состав
Пологовского района
Запорожской области
Украины.
Административный центр городского совета находится в 
г. Пологи.

## Населённые пункты совета
- г. Пологи